# Piotr Lochiński
Piotr Lochiński (Łochiński) herbu Jelita (zm. przed 1570) – podstarości wieluński do 1570 roku, pisarz grodzki wieluński w latach 1552–1559).
Miał brata Jana, pisarza kancelarii królewskiej. W 1557 roku bracia nabyli sołectwo w Krzyworzece. Miał syna Jana, który otrzyma dożywocie na wójtostwie w Krzyworzece.